# Dicranum subulifolium
Dicranum subulifolium är en bladmossart som beskrevs av Kindberg in Macoun 1890. Dicranum subulifolium ingår i släktet kvastmossor, och familjen Dicranaceae. Inga underarter finns listade i Catalogue of Life.